# Morlot (Patrizierfamilie)

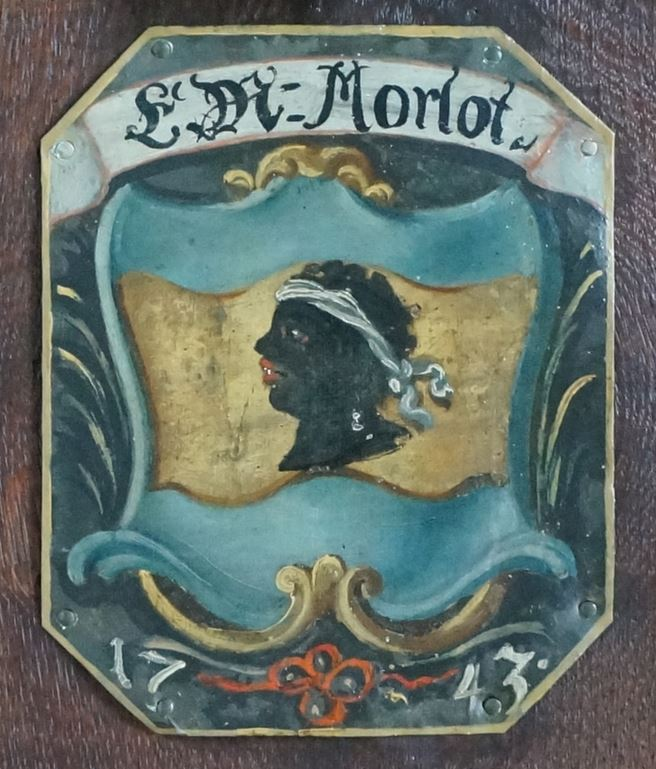
Wappen Morlot (1743)

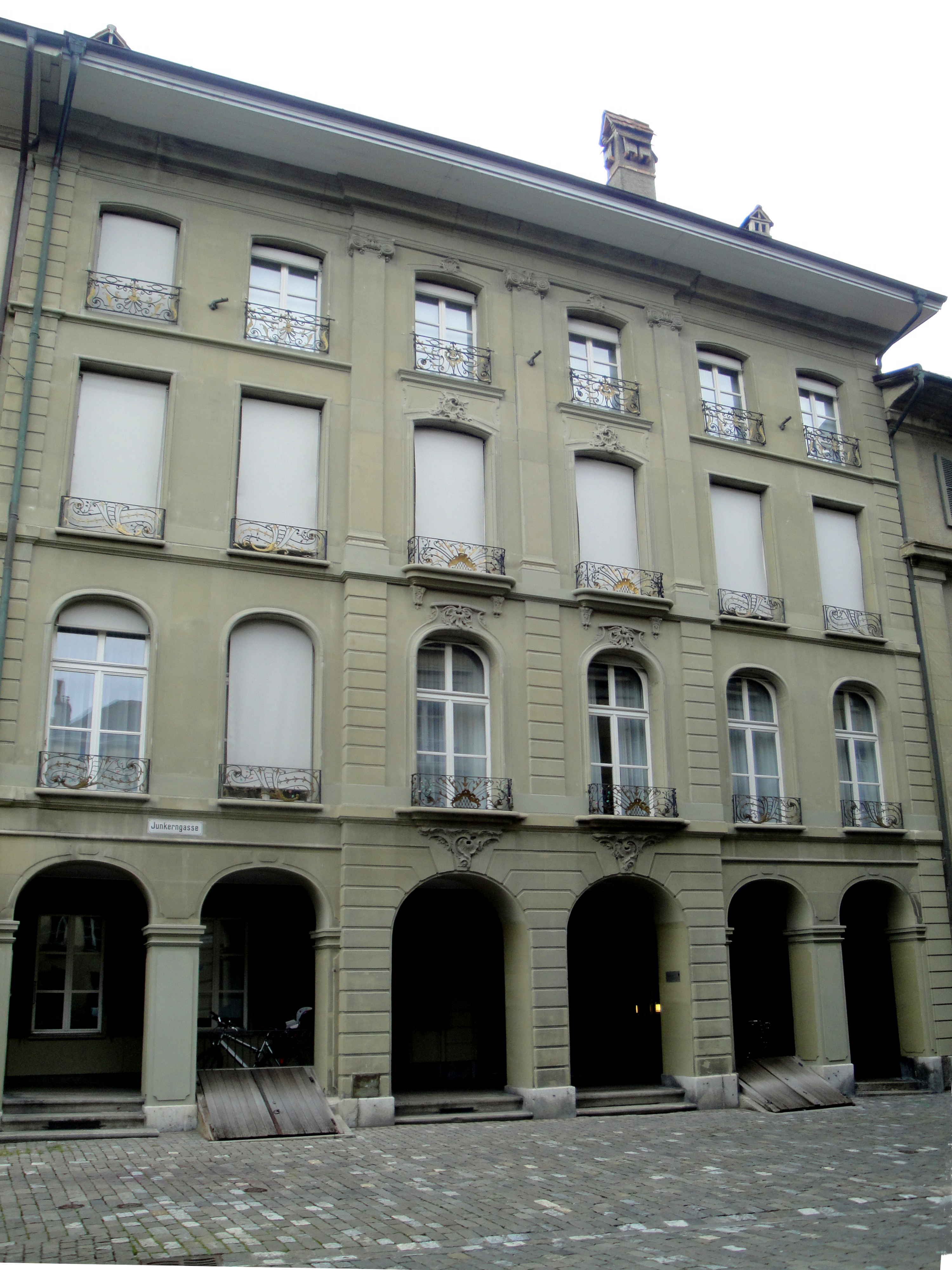
Morlothaus, Bern, Junkerngasse 32 (2011)

Die Familie von Morlot ist eine aus Lothringen stammende Berner Patrizierfamilie, die seit 1600 das Burgerrecht der Stadt Bern besitzt.
Angehörige der Familie besassen das Schloss Münchenwiler, die Herrschaft Bavois, die Campagne Rothaus und die Campagne Märchligen. Seit 1838 trägt die Familie das Adelsprädikat.

## Personen
- Marc Morlot (I.) (1562–?), Arzt in Basel, Stadtarzt von Bern, Burger von Bern 1600, Herr zu Münchenwiler
- Theodor Morlot (1593–1661), Mitglied des Grossen Rats, Landvogt zu Chillon, Mitglied des Kleinen Rats
- David Morlot (I.) (1593–1680), Herr zu Marlot, Bavois, Offenberg, Praest, Lichtenberg, Offizier in der Staatsarmee der Niederlande, Gouverneur von Wilhelm II., Prinz von Oranien, Präsident des Hochkriegsrates. David (de) Morlot (auch: David van Marlot) war ein Sohn von Josef Morlot aus Conflans und Catharina Virot aus Montbéliard. Sein Grossvater war Thiébaud Morlot, der nach Bern emigrierte. Nach seinem Studium in Bern wanderte David Morlot in die Niederlande aus. Er wurde ein persönlicher Freund von Friedrich Heinrich, Prinz von Oranien.
- Daniel Morlot (I.) (1596–1670), Herr zu Münchenwiler, Herr zu Bavois, Mitglied des Grossen Rats, Landvogt zu Romainmôtier, Landvogt zu Morges, Mitglied des Kleinen Rats, Venner zu Metzgern, Oberst
- David Morlot (II.) (1601–1648), Herr zu Münchenwiler
- Marc Morlot (II.) (1601–1648), Landvogt zu Avenches
- Johann Morlot (1630–1709), Mitglied des Grossen Rats, Landvogt zu St. Johannsen, Kastlan zu Frutigen
- Josef Morlot (1634–1675), Herr zu Bavois, Mitglied des Grossen Rats
- Johann Morlot (1640–1692), Mitglied des Grossen Rats, Landvogt zu St. Johannsen
- Daniel Morlot (II.) (1665–1715), Pfarrer in Grafenried (entsetzt)
- Samuel Morlot (1670–1763), Herr zu Märchligen, Offizier, Mitglied des Grossen Rats, Landvogt zu Grandson, Mitglied des Kleinen Rats, Venner zu Metzgern, Welschseckelmeister
- Johannes Morlot (1674–1731), Offizier, Schaffner im Frienisbergerhaus (Bern)
- Abraham Morlot (1681–?), Gutsbesitzer in Steffisburg
- Marc Morlot (III.) (1668–1751), Jurist, Besitzer Rothaus, Mitglied des Grossen Rats, Landvogt im Thurgau, Landvogt zu Moudon, Mitglied des Kleinen Rats, Salzdirektor, Venner zu Metzgern, Oberst
- Friedrich Franz Ludwig Morlot (1737–1814), Oberst, Mitglied des Grossen Rats, Rathausammann, Landvogt zu Erlach, Besitzer der Campagne Schwand bei Münsingen
- Karl Emanuel Morlot (1741–1819), Mitglied des Grossen Rats, Unterschreiber, Staatsschreiber
- Adolf von Morlot (1820–1867), Bergbauinspektor, Geologe, Archäologe, Professor in Lausanne
- Karl Albrecht von Morlot (1846–1931), Ingenieur, eidg. Oberbauinspektor, Oberstleutnant